# Ибрагимова, Имамат Асалиевна
Имамат Асалиевна Ибрагимова, в девичестве — Велиметова (1928 год, село Хорель, Магарамкентский район, Дагестанская АССР — 2006 год) — звеньевая Алма-Атинского табаководческого совхоза Министерства пищевой промышленности СССР, Илийский район Алма-Атинской области, Казахская ССР. Герой Социалистического Труда (1949).

## Биография
Родилась в 1928 году в крестьянской семье в селе Хорель Магарамкентского района. В 1940 году вместе с репрессированными родителями была выслана в Казахскую ССР. Трудовую деятельность начала 13-летним подростком на табачных полях табаководческого совхоза имени Ленина Илийского района. Работала рядовой колхозницей, затем — звеньевой табаководческого звена.
В 1948 году звено Имамат Велиметовой собрало в среднем с каждого гектара по 32,4 центнеров табака сорта «Трапезонд» на площади в 3,2 гектара. Указом Президиума Верховного Совета СССР от 6 мая 1949 года удостоена звания Героя Социалистического Труда «за получение высоких урожаев табака при выполнении совхозом плана сдачи государству сельскохозяйственных продуктов в 1948 году и обеспеченности семенами всех культур в размере полной потребности для весеннего посева 1949 года» с вручением ордена Ленина и золотой медали «Серп и Молот».
Этим же указом звания Героя Социалистического Труда были удостоены директор совхоза Пётр Фёдорович Томаровский, бригадиры Али Ага Амрахов, Сатар Амрахов, звеньевые Деспина Георгиевна Андрияди, Елена Яковлевна Ловчинова и Мария Дмитриевна Суслина.
С 1953 года работала в торговле. В 1985 году вышла на пенсию.
Скончалась в 2006 году.
Память
Её именем названа улица Имамат Велиметовой в селе Хорель.